# Evgeni Frolov
Evgueni Ivanovitch Frolov (russe : Евгений Иванович Фролов), né le 17 mai 1951 dans le village de Malokurilsky (ru) du raïon de Ioujno-Kourilsk, dans l'oblast de Sakhaline est un pilote d'essai russe.
Il est en particulier connu pour avoir inventé la figure de voltige « kulbit » (saut périlleux, en russe) aussi appelée « chakra de Frolov ».

## Biographie
Il est né en Union soviétique, dans un village de la région de Sakhaline, dans une famille de militaires. Quelques années plus tard, la famille déménage en Biélorussie. En 1968, après avoir terminé ses études secondaires, il les poursuit à l'Université technique de Minsk. C'est à ce moment-là qu'il a commencé à voler à l'aéroclub de Minsk sur un avion de type Yak-18A, où il a également fait du parachutisme. Après avoir terminé sa formation de pilote, il devient instructeur à l’aéroclub. En 1971, il fait partie de l'équipe de voltige aérienne de l'Union soviétique où il a obtenu un bon palmarès dans plusieurs compétitions internationales.
Pendant un an et demi à partir de 1981, il étudie au centre de formation des pilotes d'essai du ministère de l'industrie aéronautique de l'Union soviétique à Joukovski, où il reçoit une formation sur plusieurs types d'avions, dont les Yak-40, Il-18, An-12 et Tu-16. Après avoir terminé sa formation, il devient en 1983 pilote d'essai du bureau d'études Soukhoï à l'invitation du concepteur en chef Mikhaïl Simonov.
Au début, il participe au développement des avions de voltige (aviation sportive), mais bientôt il a également commencé à voler sur des jets militaires Soukhoï, d'abord sur Su-17 biplace puis sur Su-25.
Au bureau d'études Soukhoï, il a participé aux essais en vol de plus de 60 types et variantes différents. Frolov a effectué l'intégralité des programmes d'essais des avions de voltige Su-26 (1984) et Su-29 (1991).
Le 2 avril 1996, il effectue le premier vol du Su-37, démonstrateur à poussée vectorielle dérivé du Su-27M et déroule dans les semaines qui suivent l'ouverture d'un domaine de vol comprenant des figures qu'aucun autre avion au monde n'est, à l'époque, capable d'accomplir.
Dès 1987, il participe régulièrement aux grands salons aéronautiques internationaux, entre autres au MAKS de Moscou, au Bourget ou à Farnborough. Il y fait des vols de démonstration tant des avions sportifs (Su-26, Su-28, Su-29, Su-31), civils (Su-80), que militaires (Su-25, Su-27, Su-30, Su-35, Su-37, Su-38).
C'est notamment à Farnborough en 1996 qu'il effectue pour la première fois en meeting public, sur Su-37, la figure Kulbit qui porte désormais son nom (voir ci-dessous)
Un incident à l'issue heureuse, survenu en 1998, est lié à son nom. Frolov effectuait un vol intercontinental vers l'Amérique du Sud à bord d'un Su-37, accompagné d'Igor Votyintchev à bord d'un Su-30, avec plusieurs escales. Lors de la dernière étape, l'un des moteurs de l'avion de Frolov a aspiré un gros oiseau. Malgré la collision, le moteur a continué de fonctionner et les instruments de contrôle n'ont indiqué aucune anomalie, seule l'odeur de brûlé pénétrant dans le cockpit a indiqué une anomalie. Après l'atterrissage, des dommages au moteur ont été révélés, dans lesquels plusieurs aubes du compresseur étaient pliées.

## Actions exceptionnelles
Evgeni Frolov a établi quatre records du monde avec le Su-27 n° P42, spécialement converti pour les vols records:
- 1er avril 1988 - Altitude atteinte : 19 050 m en vol horizontal stabilisé (catégorie FAI C–1h, de 12 à 16 tonnes de masse au décollage)
- 28 juin 1988 - Altitude atteinte : 18 970 m en vol horizontal stabilisé (catégorie FAI C–1i, de 16 à 20 tonnes de masse au décollage)
- Toujours en 1988 vitesse d'ascension : 6 000 m atteints en 37 secondes (FAI N, distance courte de décollage et d'atterrissage)
- Également en 1988, vitesse d'ascension : 9 000 m atteints en 47 secondes (FAI N, distance courte de décollage et d'atterrissage)

Il a effectué la manœuvre du Cobra pour la première fois sur le siège arrière (instructeur) d'un Su-27 biplace avec Viktor Pougatchev, qui avait créé cette manœuvre en 1989.
Il a créé en 1996 la manœuvre de Kulbit (saut périlleux, en russe) aussi appelée « chakra de Frolov », qui prolonge le Cobra de Pougatchev par une boucle de rayon très étroit.
En 1995, il avait effectué pour la première fois la manœuvre du crochet avec un avion Su-35, qui est également une version améliorée du Cobra de Pougatchev.

## Distinctions
Héros de la fédération de Russie (1994) - pour le courage et l'héroïsme démontrés lors des tests, de la mise au point et de la maîtrise de nouveaux types d'avions .
 Pilote d'essai émérite de la Fédération de Russie (ru) (1999) - pour services dans le domaine des essais en vol et de la recherche de nouveaux avions .
 Prix d'État de la fédération de Russie (2002) .